# Rökrock

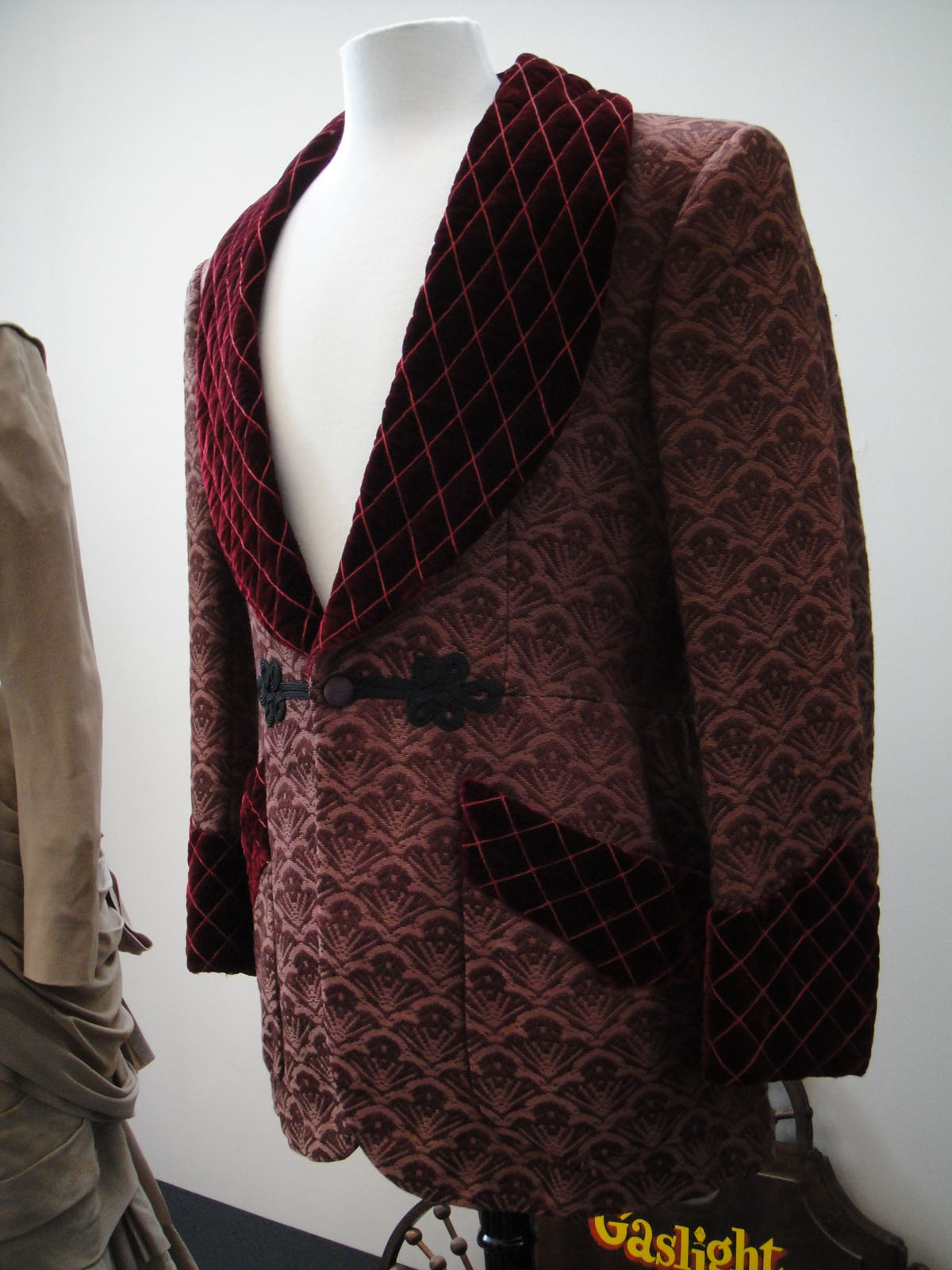
Rökrock från filmen Gasljus.

En rökrock är en halvlång till knälång rock i "morgonrocksmodell" avsedd för herrar. Oftast är den tillverkad i något lyxigt material som siden eller sammet. Slagen är emellertid alltid sjalslag av siden och det är detta som har inspirerat smokingens  sidenslag. 
Användandet av rökrock uppstod vid mitten av 1800-talet, då tobaksrökningen, särskilt vid större fester, blev hänvisad till särskilda rökrum.  Rökrocken bars antingen över eller istället för den ordinarie kavajen/frackjackan. Syftet var att slippa röklukten i kläderna samt att skydda dem mot aska. Rökrocken var ingen formell klädsel i motsats till de annars vanliga frackjackorna och jacketterna och kunde därför vara tillverkad i glada färger och mönster. 
Oftast var ärmarna långa men uppvikta och hade därför foder av samma tyg som slagen. Skälet till detta var antagligen att man av den man var på besök hos lånade rökrockar, som var tillverkade i stora storlekar för att passa alla. Senare blev de uppvikta ärmarna ett mode.
Till rökrocken bars ibland särskilda mössor, ibland med utseende liknande en fez, för att även skydda håret mot röklukten.
Den engelska termen för rökrocken är smoking jacket. Rökrocken är en av föregångarna till plagget smoking, som dock inte heter så på engelska.